# Saïd al-Dawla
Saïd al-Dawla (en arabe : سعيد الدولة / saʿīd ad-dawla) est le troisième émir hamdanide de l'émirat de l'Alep. Il succède à son père, Saad al-Dawla en 991 mais, au cours de son règne, le pouvoir réel est détenu par l'ancien hadjib de son père, Lu'lu', dont la fille est mariée à Saïd. Son règne est dominé par les tentatives répétées des Fatimides de s'emparer d'Alep, seulement contrecarrées par l'intervention de l'Empire byzantin. La guerre dure jusqu'an l'an 1000, quand un traité de paix confirme le maintien de l'émirat d'Alep comme Etat tampon entre les deux puissances régionales. Finalement, en janvier 1002, Saïd al-Dawla décède, peut-être empoisonné par Lu'lu, qui dirige désormais l'émirat en son nom propre. 

## Biographie
Saad al-Dawla, le père de Saïd al-Dawla, n'est parvenu à contrôler son propre émirat qu'au terme de longues années de lutte contre des rébellions locales. En outre, il a eu d'importantes difficultés à maintenir l'autonomie de son territoire face aux visées expansionnistes des Byzantins, des Fatimides d'Egypte et des Bouyides d'Irak. L'émirat est alors tiraillé entre la guerre et des périodes d'acceptation de la suzeraineté de l'une ou de l'autre des puissances voisines,,. Alors qu'il était une puissance en devenir sous le règne de Sayf al-Dawla, dominant tout le nord de la Syrie et la plupart de la Jazira, il est désormais réduit aux environs d'Alep. La position de Saad al-Dawla est elle-même précaire au sein d'un émirat appauvri et sans réelle capacité militaire. Après le traité de paix byzantino-fatimide de 987-988, il dépend entièrement des Byzantins et ce sont des troupes byzantines qui, en avril 991, défont une attaque conduite par Bakjur et soutenue par les Fatimides, destinée à s'emparer d'Alep,.
Saad al-Dawla décède en décembre 991 et son jeune fils, connu par son laqab Saïd al-Dawla, lui succède comme émir. Il est sous l'influence du principal ministre de son père, Lu'lu', qui devient rapidement son beau-père. Il continue de soutenir l'alliance avec les Byzantins et, nombre de ses rivaux, mécontents de son influence, rejoignent les Fatimides à la mort de Saad al-Dawla,. Comme l'écrit Marius Canard, « l'histoire du règne de Saïd al-Dawla est presque uniquement celle des tentatives des Fatimides de s'emparer de l'émirat d'Alep, ce qui les opposent à l'empereur byzantin ». 
Encouragé par les déserteurs hamdanides, le calife fatimide Abu Mansur Nizar al-Aziz Billah lance une première attaque en 992, conduite par le général turc et gouverneur de Damas Manjutakin. Celui-ci envahit rapidement l'émirat et vainc l'armée byzantine du dux d'Antioche Michel Bourtzès en juin 992. Il peut alors mettre le siège devant Alep mais ne peut maintenir une pression suffisante sur la ville, qui résiste aisément. Finalement, au cours du printemps de l'année suivante, Manjutakin doit revenir à Damas en raison du manque de vivres,,. Au printemps 994, il relance une offensive, défait de nouveau Bourtzès à la bataille de l'Oronte, s'empare d'Homs, Apamée et Chayzar avant d'assiéger Alep pendant onze mois. Ce siège est plus efficace que le précédent et entraîne rapidement une grave pénurie de vivres à l'intérieur des murs de la ville. Sa'if al-Dawla est alors prêt à livrer la ville mais la détermination de Lu'lu' permet aux assiégés de tenir jusqu'à l'arrivée de l'empereur Basile II en avril 995. Peu de temps auparavant, il combattait les Bulgares et traverse l'Asie Mineure en seulement seize jours à l'appel des Hamdanides. À la tête d'une armée de 13 000, son intervention surprise crée la panique dans les rangs fatimides. Manjutakin doit brûler son camp et battre en retraite vers Damas sans combattre,,.
En signe de récompense, Saïd al-Dawla et Lu'lu' se prosternent devenant l'empereur pour démontrer leur soumission. Basile II réagit en délivrant l'émirat du paiement de son tribut annuel. L'empereur n'a qu'un intérêt limité pour la situation syrienne et, après une brève campagne marquée par un assaut infructueux contre Tripoli, il repart à Constantinople. En revanche, le calife Al-Aziz se prépare pour une guerre d'envergure contre les Byzantins mais sa mort en octobre 996 met fin à ce projet,. Cela n'empêche pas la poursuite de la rivalité byzantino-fatimide en Syrie. En 995, Lu'lu' signe un traité avec al-Aziz, le reconnaissant comme calife et, pour quelques années, l'influence fatimide sur Alep s'accroît. En 998, Lu'lu' et Saïd al-Dawla tentent de s'emparer de la forteresse d'Apamée mais ils en sont empêchés par l'intervention du dux byzantin Damien Dalassène. Toutefois, la mort de ce dernier lors de la bataille d'Apamée contraint Basile à intervenir de nouveau en Syrie en 999, qui permet de stabiliser à nouveau la situation et de renforcer l'autonomie hamdanide par rapport aux Fatimides par l'installation d'une garnison byzantine à Chayzar. Le conflit se termine finalement par un traité en 1001, établissant une trêve pour dix ans,,.
En janvier 1002, Saïd al-Dawla décède. Selon une tradition rapportée par Ibn al-Adim, il est empoisonné par l'une de ses concubines à l'instigation de Lu'lu'. Ce dernier, avec son fils Mansur, exerce désormais directement le pouvoir. Dans un premier temps, il se présente comme le gardien des fils de Saïd al-Dawla (Abu'l-Hasan Ali et Abu'l-Ma'ali Sharif) avant de les exiler en Egypte vers 1003-1004. Au même moment, l'un des frères de Saïd, Abu'l-Hayja, fuit déguisé en femme vers la cour byzantine,. Durant son règne, Lu'lu' se montre un dirigeant compétent, capable de maintenir l'équilibre entre Byzance et les Fatimides. Toutefois, après sa mort en 1008-1009, l'émirat d'Alep passe de plus en plus sous l'influence des Fatimides. Une tentative de restauration du pouvoir des Hamdanides conduite par Abu'l-Hayja échoue et, à la mort de Mansur ibn Lu'lu' en 1015-1016, les derniers vestiges de la domination hamdanide sur Alep disparaissent,,,.